# سناء موسی
سناء موسی (به عربی: سناء موسی)، متولد ۱۹۷۹ میلادی، خواننده، ترانه‌سرا، آهنگساز و پژوهشگر بنام فلسطینی است که در زمینه موسیقی محلی (فولکلور) فلسطین فعالیت می‌کند. سنا موسی نقش بسزایی در واکاوی و احیای موسیقی بومی فلسطین، به ویژه میراث شفاهی زنان فلسطینی داشته است. وی در موسیقی محلی مناطق مخنلف فلسطین پژوهش نموده، روایت‌های مختلف ترانه‌های قدیمی که به مناسب‌های مختلف (از جمله اشغال فلسطین و حوادث مرتبط به آن) سروده یا خواننده شده‌اند را مستند کرده است و روایت‌هایی نو از برخی از این ترانه‌ها به سبک خود ارائه داده است. او ترانه‌های جدید از جمله ترانه «صوتك يا شعبي» (براساس شعری از سمیح قاسم) با موضوع مقاومت مردم فلسطین نیز اجرا کرده است. سنا موسی در کشورهای متعددی از جمله اتریش، اسپانیا، پاریس،  کویت، تونس، هند، الجزیره، اردن و مصر اجرا نموده است. تحصیلات دانشگاهی او در رشته‌ دکتری زیست‌شناسی سلولی و علوم اعصاب است

## زندگی‌نامه و خانواده
سنا موسی زاده در سال ۱۹۷۹ میلادی در شهر دیر الاسد، منطقه جلیل در شمال اسرائیل به دنیا آمد. پدربزرگ و مادربزرگ وی در پی حادثه روز نکبت سال ۱۹۴۸ مجبور به مهاجرت لبنان شده بودند که بعدتر با تلاش فراوان به فلسطین بازگشتند، ولی نتوانستند در روستای سابق خود ساکن شوند. پدر سنا، «علی موسی» نیز از خوانندگان فلسطینی است که در زمینه موسیقی سنتی مناطق شام، عراق و مصر فعالیت داشته است. برادرش «محمد موسی» نیز موسیقی‌دان و نوازنده عود است که در بسیاری از اجراها او را همراهی می‌کند.

## آثار
سنا موسی ترانه‌های متعددی در کشورهای مختلف اجرا کرده است، اما دو آلبوم رسمی از او منتشر شده است:
- إشراق Reminiscence ۲۰۱۰ (به معنی یادآوری و روشن‌‌کردن)
- هاجس ۲۰۱۶ Obsession (به معنی دغدغه خاطر یا آن‌چه به دل می‌افتد)

انتشار آلبوم «اشراق» در سال ۲۰۱۰ موجب شد نسل جوان فلسطین هم علاقه بیشتری به میراث هنری سنتی سرزمین خود پیدا کنند و پس از آن خوانندگان بیشتری به ترانه‌های بومی این منطقه پرداختند.
تک‌ترانه اخیرتر او با عنوان «صوتك يا شعبي» (صدایتان، مردم من) نیز که براساس ملودی ترانه اعتراضی بلا چاو و شعری از سمیح قاسم (شاعر فلسطینی) ساخته شده است بسیار مورد استقبال قرار گرفت. 

### همکاری با ای. آر. رحمان
سنا موسی با آی. آر. رحمان، آهنگساز و خواننده بنام هندی (که در سال 1988 به اسلام گروید) نیز همکاری کرده است، از آن جمله است سه ترانه از فیلم «محمد، رسول الله» به کارگردانی مجید مجیدی. سنا موسی در سه ترانه این فیلم نقش خواننده داشته است:
- از میان شن‌ها (Through the Sands)
- شفای حلیمه (ره) (Halima's (RA) healing)
- یا محمد (ص) (Ya Muhammad (SAL)) -- ترانه تیتراژ پایانی

او در جشنواره موسیقی «طریق صوفی» (The Sufi Route) سال ۲۰۱۷ نیز با ای. آر. رحمان همکاری کرده است.

## مستندسازی
سنا موسی در زمینه مستندسازی در خصوص تاریخ فلسطین و مردمانش نیز فعالیت دارد. او در پژوهش‌های خود، با چهار نسل از ساکنان اصلی فلسطین مصاحبه کرده است. در یک سلسله از این مصاحبه‌ها، او از آنان سوال «آیا باور دارند که باید [به سرزمین مادری خود] برگردند و آیا باور دارند که بازخواهند گشت؟» را پرسید که بخشی از پاسخ‌هایشان در قالب مستندی با عنوان «مائة عام، على قيد الحب» (صد سال، در بند دوست‌داشتن) در سال ۲۰۱۷ به مناسبت گذشت صد سال از بیانیه بلفور (که زمینه‌ساز اشغال فلسطین شد) منتشر شده است. همچنین در سال 2022، مستند تلویزیونی «ترویدة» از وی روزهای پنجشنبه در کانال فلسطین پخش می‌شود. این مستند حاصل سفرهای وی به روستاهای مختلف فلسطین و گردآوری تاریخ شفاهی موسیقی و ترانه‌های فولکلور فلسطینی است. مجری این مستند خود وی است و از صاحبنظران مختلف هم در برنامه استفاده می‌شود. اجرای وی از برخی از این ترانه‌های محلی نیز با تنظیم مجدد در هر قسمت پخش می‌شود که در کانال یوتیوب وی قابل مشاهده است.

## اجرا در سازمان ملل
سنا موسی در مراسم یابود روز نکبت (فاجعه نکبت فلسطین) در سازمان ملل، که برای اولین بار در تاریخ در روز 15 مه 2023، در مقر اصلی سازمان ملل برگزار گردید، قطعاتی اجرا نمود  .